# أوساس
أوساس أوأوسانا(س) (حوالي عام 500) أحد ملوك على مملكة أكسوم. وقد خلِفَ نيزول على العرش.
أوساس معروف بصورة أساسية من العملات المعدنية التي صُكت خلال عهده. بما أن العملات الذهبية التي صدرت باسم هذا الملك تشبه إلى حد كبير تلك الخاصة بالملك كالب، ويقترح مونرو-هاي أن أوساس قد يكون اسماً آخراً لـتازينا، الذي وصِفَ في كل من التقليد الإثيوبي وعلى عملات كالب بأنه والده.